# Вігіланти

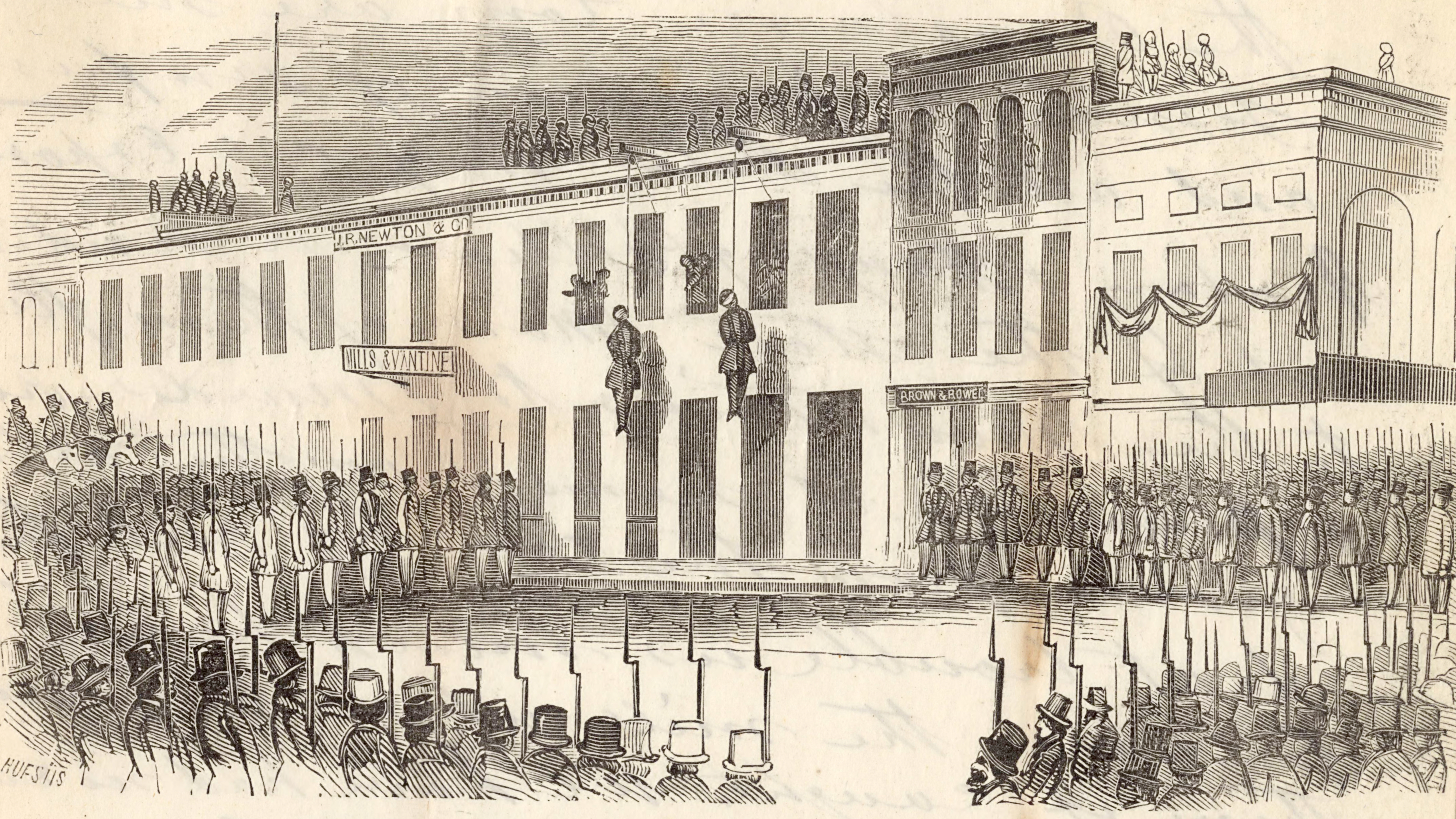
Суд Лінча 1856 р. організований Комітетом вігілантів Сан-Франциско

Вігіланти — особистості або групи, метою яких є переслідування осіб, обвинувачених в справжніх чи вигаданих злочинах, що не отримали заслуженого покарання, в обхід правових процедур. Хоча їх жертвами нерідко стають справжні злочинці, вігіланти можуть мати власні уявлення про те, що називати злочином. Групи і окремі громадяни, які допомагають владі в переслідуванні злочинців, не вважаються вігілантами, якщо вони не влаштовують самосуд. В іншому випадку вігіланти самі стають злочинцями з погляду закону.
Слово вігіланти походить від іспанського vigilante (пильний). Вігіланти вважають, що офіційне правосуддя неефективне, внаслідок чого об'єднуються для того, щоб протистояти кримінальним елементам своїми силами. В окремих випадках вігілантами стають одинаки, які розчарувалися як в законі, так і в суспільстві. Іноді жертвами вігілантів стають представники влади, що стоять над законом та звинувачені в корупції. Акції вігілантів не завжди є насильницькими і можуть зводитися до образ на словах або дій, а також до вандалізму щодо майна жертв. Прикладом вігіланта-одинака у художній творчості може бути герой кінофільму «Бережись автомобіля» Юрій Дєточкін або Бетмен.

## Історичний аспект

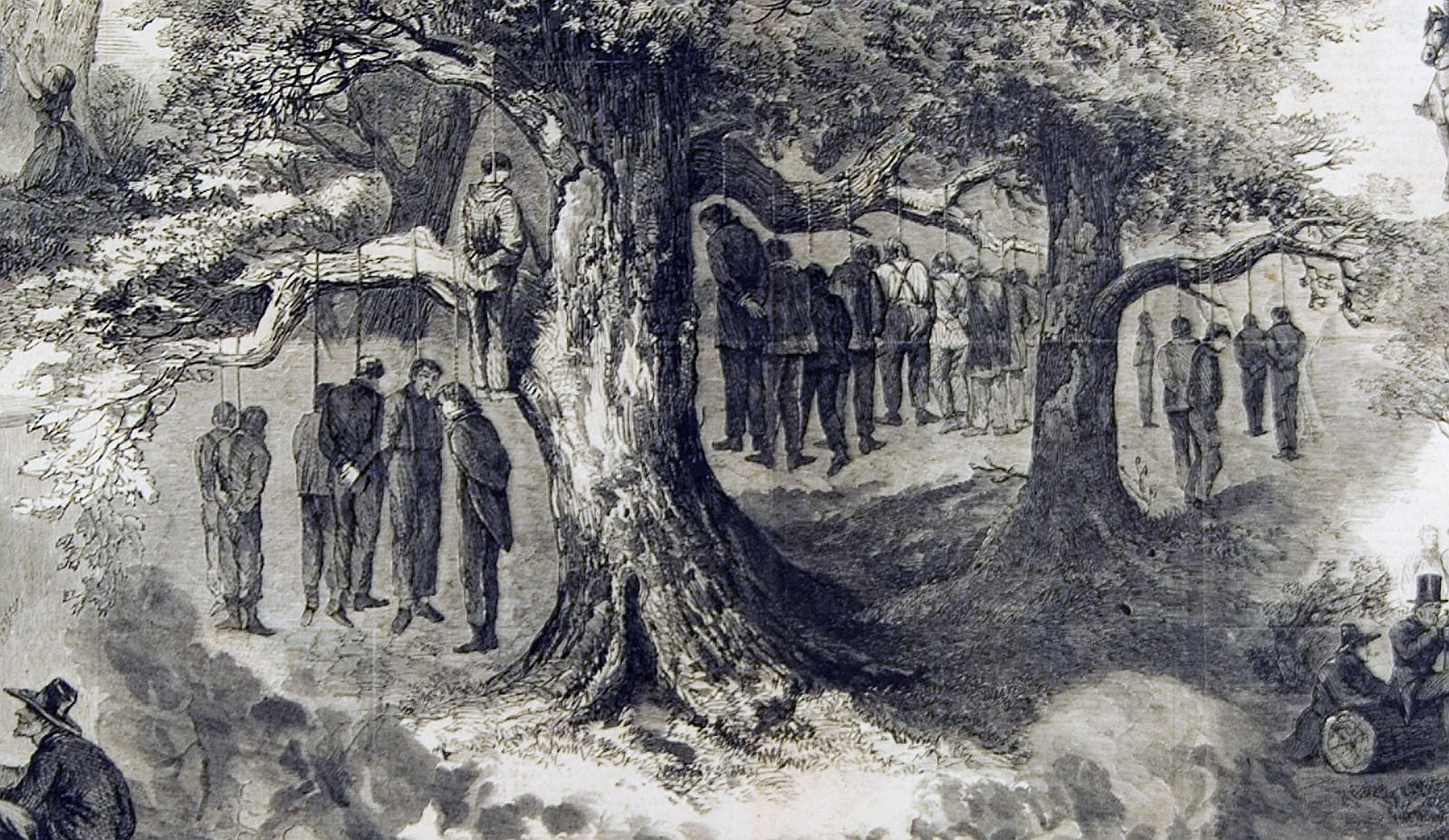
Велике повішання у Гейнсвіллі, 1862 р.

Вігілантизм як діяльність був відомий задовго до появи власне терміна «вігіланти». Паралелі можна вбачати у старовинному звичаї кровної помсти або вендети. Соціологи проводять також паралелі між поведінкою вігілантів та повстанням або убивством монарха. У західній культурі типовим образом вігіланта є Робін Гуд. У середньовічній Європі існували таємні судові організації, наприклад, фемічний суд.
У Північній Америці організації вігілантів створювалися ще до війни за незалежність, але власне термін вігіланти застосовується насамперед до тих організацій, які самі називали себе вігілантами і з'явилися в XIX ст. Вони, зокрема, широко практикували суди Лінча. Однією з них є сумнозвісний Ку-клукс-клан. У ХХ ст. аналогічні організації відомі в Німеччині (фрайкора), Фінляндії (Охоронний корпус Фінляндії), Центральній Америці (Ескадрони смерті), Африці (Хлопці Бакасі), Великій Британії (Ірландська республіканська армія), США (Товариство охорони морської фауни).

## Сучасність вігілантизму
Влада Мексики уклала мирну угоду з вігілантами — народними добровольцями, які своїми силами борються зі злочинністю та наркотрафіком. Вони стануть частиною сільської оборони.
У нинішній Європі вігілантизм практикують домінуючі етнорелігійні групи і консервативні партії. У Північній Ірландії громада римських католиків періодично стає об'єктом групового вігілантизму кількісно більшої протестантської громади. У 90-х рр. у відповідь на насилля сепаратистської організації ІРА католицька меншість Белфаста піддалося нападам з боку протестантських груп. У Франції Національний фронт Ж. Ле Пена застосовує вігілантізм проти Фронту звільнення Бретані і Асоціації корсиканських патріотів. В Іспанії акції пильності партії Національної єдності спрямовані проти партії басків. Групи вігілантів борються з етноорганізаціями, чия ідеологія і тактика сприймається загрозою усталеному порядку. Нелегітимні тактики вігілантів призводить до загострення етнонаціонального конфлікту.

## Вігілантизм в Україні
В Україні термін не набув широкого вжитку, але, наприклад, ознаки вігілатизму присутні у організацій громадян, що ведуть боротьбу з педофілами. З 2014 року різноманітні організації займаються руйнуванням майна та вторгненням у житло колишніх високопосадовців, обвинувачених у корупції. Вігілантом можна вважати Олександра Музичко. Вігілантами також є так звані «Ніжинські Робінгуди».

## Вигадані вігіланти
Більшість супергероїв є вігілантами.